# マッキントッシュ (服飾)
マッキントッシュとは1824年に初めて発売されたゴム入り繊維で作られるレインコートのことである。この呼び名は当製品を開発したスコットランド人のチャールズ・マッキントッシュ（Charles Macintosh）にちなんだものであるが、英語の記述にて言及される場合、たいてい "k" を補った "Mackintosh" の形でつづられることが一般的である。

## 歴史

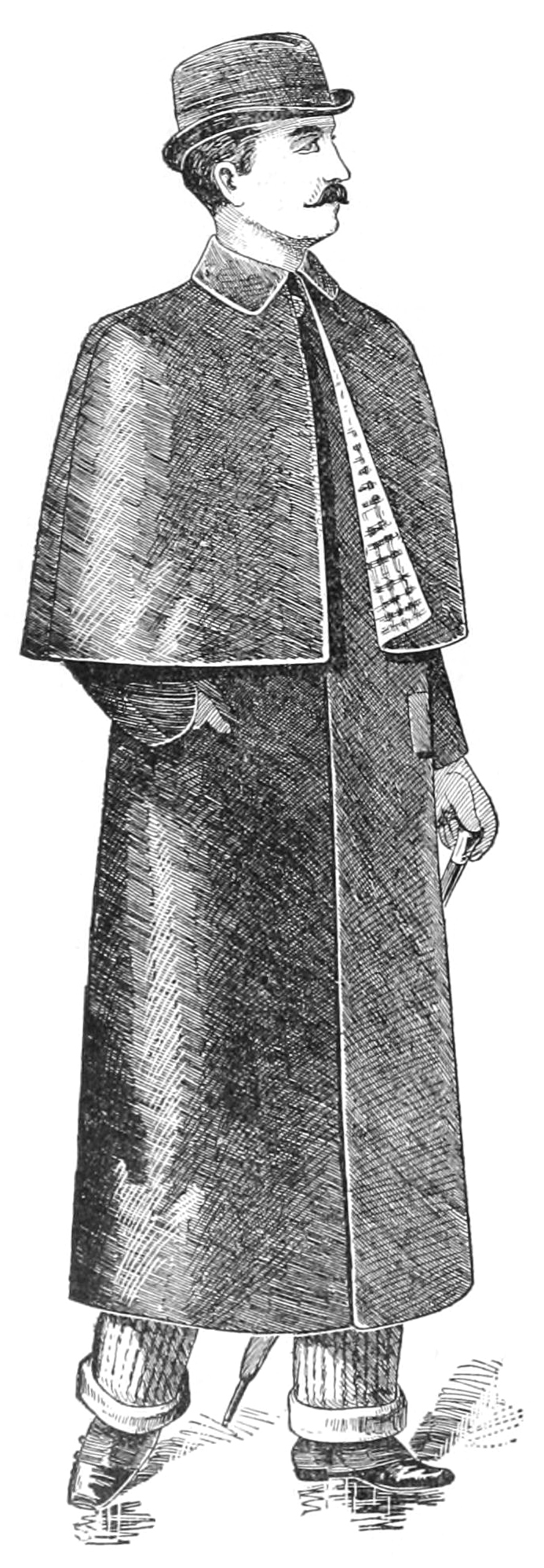
マッキントッシュを身にまとう紳士（1893年のカタログより）

ゴム入り繊維の素材は外科医のジェイムズ・サイムによって発明され、後にチャールズ・マッキントッシュがそれを複製し、専売特許を取得したと言われている。サイムは石炭タールから溶剤を作り出すという方法で制作しており、この手法は1818年出版の "Annals of Philosphy" という雑誌に掲載された。（同誌はナフサに含まれる天然ゴムの溶解方法についても記している。）
より詳細な発明経緯はシュラーという人物によって語られた。開発過程における要は、ナフサから得られたゴム溶液の層を繊維の層 2 枚で挟み込み、それにより不浸透性の素材を生み出すということであった。石炭タールを蒸留してナフサを手に入れるため、石炭の継続的な供給源が必要となったが、近郊のボニトン化学工場がその役目を果たした。サイム自身はゴム溶液の層を間に挟み込むという考えを提案しておらず、彼の報告書の中でも防水機能に関しては触れられていない。ゴムを利用して防水性の衣類を作るという考え自体は昔ながらのものであり、この手法はコロンブスが到来する前からアステカ王国において実践されていた。
マッキントッシュの会社は1830年、マンチェスターに拠点を置くトマス・ハンコックの会社と合併した。ハンコックも同様に1819年からゴムでコーティングされた繊維を用いて実験を進めており、ゴム引きコートの製造はその後イギリス全土に広まった。乗馬用コートをはじめ、イギリス陸軍や警察、イギリス国鉄に支給された各種コートは全てゴム入り繊維で作られたものであった。当初製造されていたものは特有の臭いがついており、素材が硬く、また気温の過度な上昇とともに生地が溶け出すといった種々の問題を抱えていたが、ハンコックは防水機能の改良を重ね、1843年にはゴムを加硫処理する専売特許を獲得することで、多くの問題点は解決されていった。

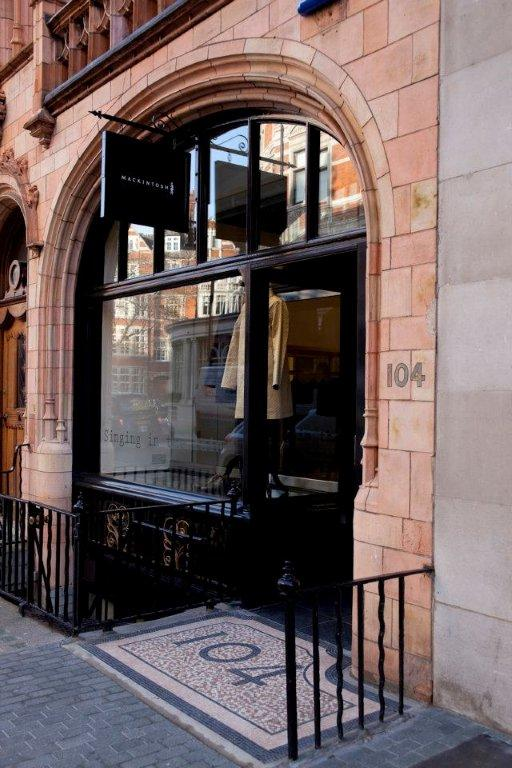
マッキントッシュ路面店（ロンドン・メイフェア・マウント通り104）

19世紀から20世紀にかけてもマッキントッシュは防水性の衣服を作り続けており、1925年にはダンロップ・ラバーの傘下となった。

## 再興
1990年代中期、マッキントッシュのブランド所有者であるトラディショナル・ウェザーウェアは、グラスゴーにほど近い、カンバーノールド、ブレアリンに位置する工場の操業を停止する必要に迫られていた。しかしその後21世紀が始まろうという頃になると、上級社員たちが会社を買収し、伝統的なマッキントッシュ製ゴム引きコートを販売する高所得者向けのブランドを設立した。当ブランドはグッチやエルメス、ルイ・ヴィトン、リバティなど一流ブランドとのコラボを果たし、やがてマッキントッシュのコートは特に日本人女性の間で人気が出てきた。国際市場での成功が認められた当企業は後の2000年「英国女王事業賞」を受賞した。2003年12月、企業名は以前のマッキントッシュに戻された。
2007年、マッキントッシュは東京を拠点とする八木通商株式会社に買収されたが、親会社の支援とともにマッキントッシュは市場での地位と評判を高めていき、経営規模は来たる2011年1月、第一号となる路面店をロンドンに開くまでとなった。